# قزل‌قشلاق (شهرستان قره‌سو)
قزل‌قشلاق (به لاتین: Kyzyl-Kyshtak) یک منطقهٔ مسکونی در قرقیزستان است که در استان اوش واقع شده‌است. قزل‌قشلاق ۱۰٬۸۱۶ نفر جمعیت دارد و ۱٬۰۱۴ متر بالاتر از سطح دریا واقع شده‌است.